# Vanja Sandell Billström
Vanja Sandell Billström, född 7 augusti 1983, är en svensk kortfilmare och scenograf.
Sandell Billström debuterade 2005 med filmen Samvaro, vilken följdes av Hemmafrun och kontrollanten (2006), Deltagaren (2009) och Fotografen (2012). Den sistnämnda nominerades till en Guldbagge i kategorin Bästa kortfilm.

## Filmografi
Regi
- 2005 – Samvaro
- 2006 – Hemmafrun och kontrollanten
- 2009 – Deltagaren
- 2012 – Fotografen